# Nati nel 1502
| Questa pagina contiene informazioni ricavate automaticamente dalle voci biografiche con l'ausilio del template Bio e di un bot. L'aggiornamento è periodico e automatico e ricostruisce completamente la pagina. Se manca una persona in questa lista, sei pregato di non aggiungerla, ma accertati piuttosto che la sua voce biografica contenga il template Bio e che i dati anagrafici siano correttamente compilati. Se il template Bio manca, inseriscilo tu stesso o, in alternativa, metti l'avviso {{tmp\|Bio}} che ne segnala la mancanza. Se i dati riportati sono sbagliati, correggi direttamente la voce biografica; le modifiche saranno visibili in questa lista entro pochi giorni. Per chiarimenti vedi il progetto biografie. La lista contiene solo le 54 persone che sono citate nell'enciclopedia e per le quali è stato implementato correttamente il template Bio. Pagina aggiornata al 7 dic 2024. |

## Gennaio(2)
- 11 gennaio - Pedro Nunes, matematico, cosmografo e cartografo portoghese († 1578)
- 20 gennaio - Sebastiano Aparicio, religioso spagnolo († 1600)

## Marzo(4)
- 4 marzo - Elisabetta d'Assia, principessa († 1557)
- 9 marzo - Margherita Antoniazzi, religiosa italiana († 1565)
- 18 marzo - Filiberto di Chalon, condottiero francese († 1530)
- 20 marzo - Pierino Belli, giurista italiano († 1575)

## Aprile(2)
- 2 aprile - Susanna di Baviera, nobile († 1543)
- 10 aprile - Ottone Enrico del Palatinato, nobile tedesco († 1559)

## Maggio(2)
- 1º maggio - Jakob Bagge, ammiraglio svedese († 1577)
- 25 maggio - Alfonso III d'Avalos, militare e politico italiano († 1546)

## Giugno(2)
- 7 giugno - Giovanni III del Portogallo, re portoghese († 1557)
- 22 giugno - Girolamo Recanati Capodiferro, cardinale e vescovo cattolico italiano († 1559)

## Luglio(1)
- 27 luglio - Francesco Corteccia, compositore e organista italiano († 1571)

## Agosto(1)
- 14 agosto - Pieter Coecke van Aelst, pittore, scultore e architetto fiammingo († 1550)

## Settembre(1)
- 14 settembre - Luigi II del Palatinato-Zweibrücken, nobile tedesco († 1532)

## Ottobre(1)
- 15 ottobre - Jacopo Nacchianti, vescovo cattolico e teologo italiano († 1569)

## Novembre(1)
- 2 novembre - Pier Francesco Foschi, pittore italiano († 1567)

## Senza giorno specificato(37)
- Borommaracha IV, sovrano siamese († 1533)
- Teresa de Zúñiga, nobildonna spagnola († 1565)
- Nero Alberti da Sansepolcro, intagliatore e poeta italiano († 1568)
- Heinrich Aldegrever, pittore, orafo e incisore tedesco († 1560)
- Giovanna d'Aragona, duchessa († 1575)
- Barthel Beham, pittore e incisore tedesco († 1540)
- Antonio Bernardi, vescovo cattolico e filosofo italiano († 1565)
- Jacopo Bertucci, pittore e scultore italiano († 1579)
- Giulio Campi, pittore e architetto italiano († 1572)
- Jean de la Cassiere, militare francese († 1581)
- Renato di Challant, conte († 1565)
- Giacomo Chizzola, diplomatico, agronomo e umanista italiano († 1586)
- Romolo Cincinnato, pittore italiano († 1593)
- Pietro Francesco Contarini, patriarca cattolico italiano († 1555)
- Giovanni Antonio De Nigris, giurista italiano († 1570)
- Onorato Fascitelli, vescovo cattolico e monaco cristiano italiano († 1564)
- Sebastiano Fausto, traduttore italiano († 1565)
- Gianfrancesco "Cagnino" Gonzaga, militare italiano († 1539)
- Leonardo da Pistoia, pittore italiano († 1548)
- Sigismondo II Malatesta, condottiero italiano († 1555)
- La Malinche,  azteca
- Jan Mandijn, pittore fiammingo († 1560)
- Francesco Menzocchi, pittore italiano († 1574)
- Henry Percy, VI conte di Northumberland, conte britannico († 1537)
- Hernando Pizarro, militare spagnolo († 1578)
- Ottaviano Preconio, arcivescovo cattolico italiano († 1568)
- Girolamo Santacroce, scultore, architetto e medaglista italiano († 1537)
- Stefano Speroni, pittore italiano († 1562)
- Francesco Spiera, avvocato italiano († 1548)
- Giovanni Tagliavia d'Aragona, nobile, politico e militare italiano († 1548)
- Takeno Jōō,  giapponese († 1555)
- Toki Yorinari, militare giapponese († 1582)
- Jakub Uchański, arcivescovo cattolico polacco († 1581)
- Antonio Maria Zaccaria, presbitero e medico italiano († 1539)
- Damião de Góis, storico e diplomatico portoghese († 1574)
- Bernardino della Croce, vescovo cattolico svizzero († 1568)
- Biagio di Monluc, generale e scrittore francese († 1577)